# 肯辛頓 (馬里蘭州)
肯辛頓（Kensington）是美國馬里蘭州蒙哥馬利郡的一個城市，據2010年美國人口普查，肯辛頓人口有2,213人。肯辛頓一帶原本主要的產業是農業，在1873年隨著這裡開通了鐵路，肯辛頓逐漸發展為華盛頓的衛星城之一。

## 外部連結
- Town of Kensington （页面存档备份，存于）
- Kensington Historical Society （页面存档备份，存于）
- Explore Kensington （页面存档备份，存于）
- Discover Kensington （页面存档备份，存于）
- Antique Row （页面存档备份，存于）
- KBDA
- International Day of the Book Festival （页面存档备份，存于）

39°01′34″N 77°04′22″W / 39.026009°N 77.072891°W